# اوریان رامبری
اوریان رامبری (انگلیسی: Örjan Ramberg؛ زادهٔ ۲۶ فوریهٔ ۱۹۴۸) هنرپیشه اهل سوئد است.
از فیلم‌های او می‌توان به ناراست چون آب اشاره کرد.